# 자경단

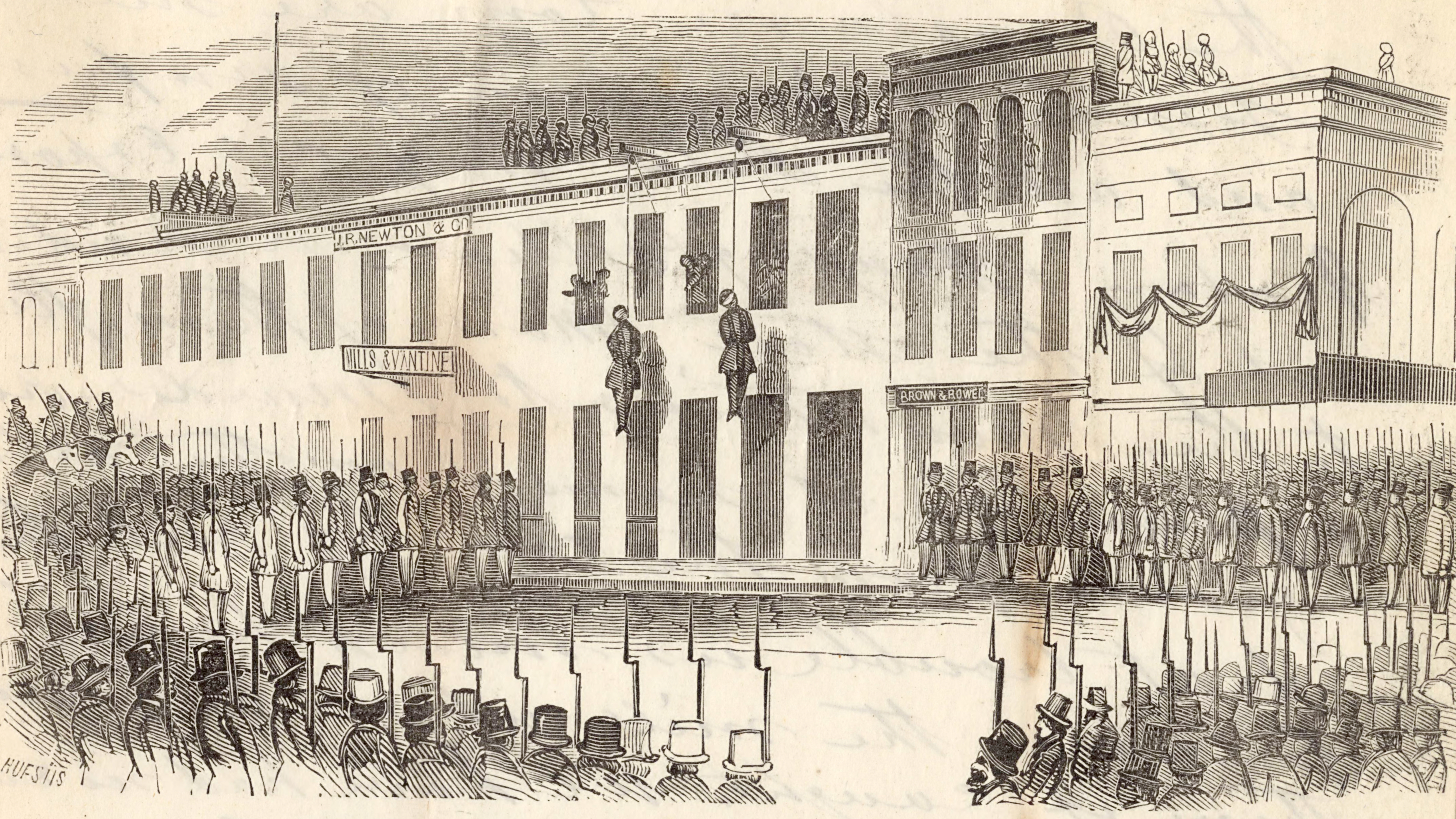
샌프란시스코 경계 위원회에서 찰스 코라와 제임스 케이시의 교수형을 묘사한 그림

자경단(自警團, Vigilante)은 한 지역의 주민들이 범죄나 재난에 대비하고 그 지역의 질서를 지키기 위해 스스로 조직한 경비 단체를 의미한다.